# Neoseiulus rancidus
Neoseiulus rancidus är en spindeldjursart som först beskrevs av Chaudhri, Akbar och Rasool 1979.  Neoseiulus rancidus ingår i släktet Neoseiulus och familjen Phytoseiidae. Inga underarter finns listade i Catalogue of Life.